# Phyllanthus ligustrifolius
Phyllanthus ligustrifolius är en emblikaväxtart som beskrevs av Spencer Le Marchant Moore. Phyllanthus ligustrifolius ingår i släktet Phyllanthus och familjen emblikaväxter.
Artens utbredningsområde är Nya Kaledonien.

## Underarter
Arten delas in i följande underarter:
- P. l. boulindaensis
- P. l. colnettensis
- P. l. ligustrifolius